# Producto vectorial

El área de un paralelogramo como la magnitud de un producto cruzado

En matemáticas, el producto vectorial de Gibbs o producto cruz es una operación binaria entre dos vectores en un espacio tridimensional. El resultado es un vector perpendicular a los vectores que se multiplican, y por lo tanto normal al plano que los contiene. Debido a su capacidad de obtener un vector perpendicular a otros dos vectores, cuyo sentido varía de acuerdo al ángulo formado entre estos dos vectores, esta operación es aplicada con frecuencia para resolver problemas matemáticos, físicos o de ingeniería.
Como el producto punto, depende del métrico del espacio euclídeo, pero a diferencia del producto punto, también depende de una elección de orientación (o "mano") del espacio (por eso se necesita un espacio orientado). En relación con el producto cruzado, el producto exterior de vectores puede utilizarse en dimensiones arbitrarias (con un resultado bivector o forma diferencial) y es independiente de la orientación del espacio.
El producto se puede generalizar de varias maneras, utilizando la orientación y la estructura métrica al igual que para el producto cruzado tradicional de 3 dimensiones, uno puede, en n dimensiones, tomar el producto de n - 1 vectores para producir un vector perpendicular a todos ellos. Pero si el producto se limita a productos binarios no triviales con resultados vectoriales, sólo existe en tres y siete dimensiones. Sin embargo, el «producto cruzado en siete dimensiones» tiene propiedades indeseables; por ejemplo, no satisface la identidad de Jacobi, por lo que no se utiliza en física matemática para representar cantidades como el espacio-tiempo multidimensional.

El producto cruzado con respecto a un sistema de coordenadas diestras

## Definición

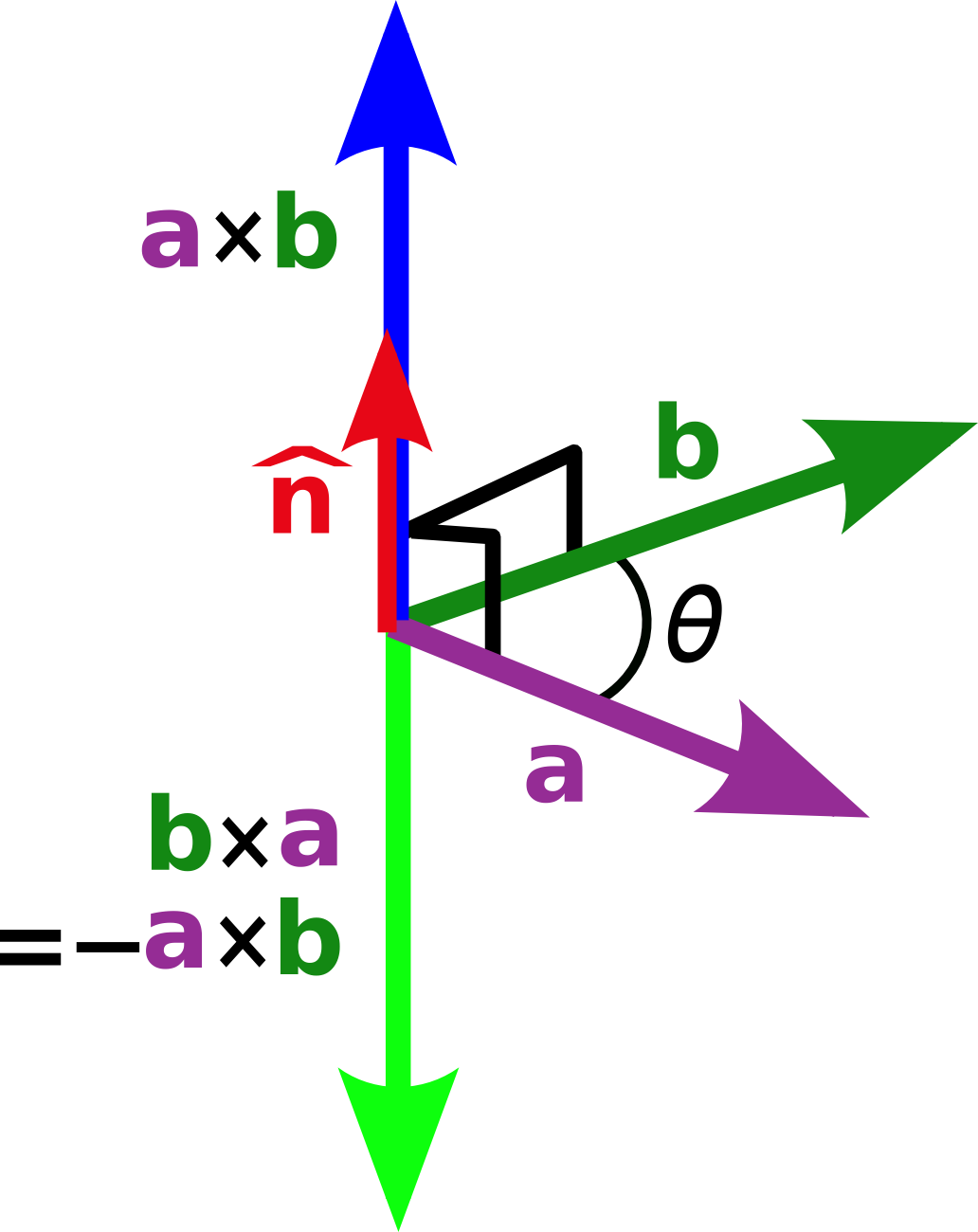
Relaciones entre los vectores.

Sean dos vectores {\displaystyle \mathbf {a} } y {\displaystyle \mathbf {b} } en el espacio vectorial {\displaystyle \mathbb {R} ^{3}}. El producto vectorial entre {\displaystyle \mathbf {a} \,} y {\displaystyle \mathbf {b} \,} da como resultado un nuevo vector, {\displaystyle \mathbf {c} \,}. El producto vectorial {\displaystyle \mathbf {a} } y {\displaystyle \mathbf {b} } se denota mediante {\displaystyle \mathbf {a} \times \mathbf {b} }, por ello se lo llama también producto cruz. En los textos manuscritos, para evitar confusiones con la letra x (equis), es frecuente denotar el producto vectorial mediante:

{\displaystyle \mathbf {a} \wedge \mathbf {b} ,\qquad \mathbf {a} \times \mathbf {b} }

El producto vectorial puede definirse de una manera más compacta de la siguiente manera:

Producto vectorial según el ángulo entre vectores

{\displaystyle {\mathbf {a} \times \mathbf {b} =(||\mathbf {a} ||||\mathbf {b} ||\operatorname {sen} {\theta })\ {\hat {\mathbf {n} }}}}

donde {\displaystyle {\hat {\mathbf {n} }}} es el vector unitario y ortogonal a los vectores a y b y su dirección está dada por la regla de la mano derecha y θ es, como antes, el ángulo entre a y b. A la regla de la mano derecha se la llama a menudo también regla del sacacorchos.

### Precisiones
Se denomina producto vectorial del vector  a por el vector   b  al vector denotado por {\displaystyle a\times b} y definido por las tres exigencias siguientes:
- el módulo de   {\displaystyle a\times b} es igual al  módulo de  a por módulo de b   por  {\displaystyle sen\phi }, en donde {\displaystyle \phi } es el ángulo orientado formado por los vectores  a y  b
- el vector  {\displaystyle a\times b}  es perpendicular a cada uno  de los vectores   a y  b
- la dirección del vector  {\displaystyle a\times b}  respecto a los vectores   a y  b   es igual que la del eje coordenado Oz respecto a los ejes coordenados Ox y Oy, como si girase de Ox a Oy y avanzase en la dirección positiva de Oz.

### Producto vectorial de dos vectores

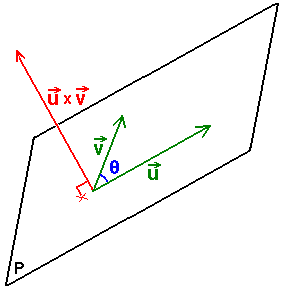
Producto vectorial.

Sean los vectores concurrentes de {\displaystyle \mathbb {R} ^{3}}, el espacio afín tridimensional según la base anterior. Se define el producto:
{\displaystyle \mathbf {u} =u_{x}\mathbf {i} +u_{y}\mathbf {j} +u_{z}\mathbf {k} }
{\displaystyle \mathbf {v} =v_{x}\mathbf {i} +v_{y}\mathbf {j} +v_{z}\mathbf {k} }
{\displaystyle \mathbf {w} =w_{x}\mathbf {i} +w_{y}\mathbf {j} +w_{z}\mathbf {k} }
Donde w es el producto vectorial de u y v, definido así:
{\displaystyle {\begin{array}{rrcl}\times :&\mathbb {R} ^{3}\times \mathbb {R} ^{3}&\longrightarrow &\mathbb {R} ^{3}\\&(\mathbf {u} ,\mathbf {v} )&\longrightarrow &\mathbf {w} =\mathbf {u} \times \mathbf {v} \end{array}}}
donde la última fórmula se interpreta como:
{\displaystyle \mathbf {w} =\mathbf {u} \times \mathbf {v} =(u_{y}v_{z}-u_{z}v_{y})\mathbf {i} +(u_{z}v_{x}-u_{x}v_{z})\mathbf {j} +(u_{x}v_{y}-u_{y}v_{x})\mathbf {k} }
esto es:
{\displaystyle w_{x}=u_{y}v_{z}-u_{z}v_{y}}
{\displaystyle w_{y}=u_{z}v_{x}-u_{x}v_{z}}
{\displaystyle w_{z}=u_{x}v_{y}-u_{y}v_{x}}
Usando una notación más compacta, mediante el desarrollo por la primera fila de un determinante simbólico de orden 3 (simbólico ya que los términos de la primera fila no son escalares):
{\displaystyle \mathbf {w} =\mathbf {u} \times \mathbf {v} ={\begin{vmatrix}\mathbf {i} &\mathbf {j} &\mathbf {k} \\u_{x}&u_{y}&u_{z}\\v_{x}&v_{y}&v_{z}\\\end{vmatrix}}={\begin{vmatrix}u_{y}&u_{z}\\v_{y}&v_{z}\\\end{vmatrix}}\mathbf {i} -{\begin{vmatrix}u_{x}&u_{z}\\v_{x}&v_{z}\\\end{vmatrix}}\mathbf {j} +{\begin{vmatrix}u_{x}&u_{y}\\v_{x}&v_{y}\\\end{vmatrix}}\mathbf {k} }
Que da origen a la llamada regla de la mano derecha o regla del sacacorchos: girando el primer vector hacia el segundo por el ángulo más pequeño, la dirección de {\displaystyle \mathbf {u} \times \mathbf {v} } es el de un sacacorchos que gire en la misma dirección.

### Ejemplo
El producto vectorial de los vectores {\displaystyle \mathbf {a} =(2,0,1)} y {\displaystyle \mathbf {b} =(1,-1,3)} se calcula del siguiente modo:
{\displaystyle \mathbf {c} =\mathbf {a} \times \mathbf {b} ={\begin{vmatrix}\mathbf {i} &\mathbf {j} &\mathbf {k} \\2&0&1\\1&-1&3\\\end{vmatrix}}}
Expandiendo el determinante:
{\displaystyle \mathbf {c} =\mathbf {a} \times \mathbf {b} =\mathbf {i} {\begin{vmatrix}0&1\\-1&3\\\end{vmatrix}}-\mathbf {j} {\begin{vmatrix}2&1\\1&3\\\end{vmatrix}}+\mathbf {k} {\begin{vmatrix}2&0\\1&-1\\\end{vmatrix}}=\mathbf {i} -5\mathbf {j} -2\mathbf {k} }
Dando como resultado:
{\displaystyle \mathbf {c} =\mathbf {i} -5\mathbf {j} -2\mathbf {k} }

Puede verificarse fácilmente que {\displaystyle \mathbf {a} \times \mathbf {b} } es ortogonal a los vectores {\displaystyle \mathbf {a} } y {\displaystyle \mathbf {b} } efectuando el producto escalar y verificando que este es nulo (condición de perpendicularidad de vectores)

## Propiedades

### Identidades
Cualesquiera que sean los vectores {\displaystyle \mathbf {a} }, {\displaystyle \mathbf {b} } y {\displaystyle \mathbf {c} }:
1. {\displaystyle (\mathbf {a} \times \mathbf {b} )\times \mathbf {c} \neq \mathbf {a} \times (\mathbf {b} \times \mathbf {c} )}; el producto vectorial no es asociativo
2. {\displaystyle \mathbf {a} \times \mathbf {b} =-(\mathbf {b} \times \mathbf {a} )}; anticonmutatividad
3. {\displaystyle \mathbf {a} \cdot (\mathbf {a} \times \mathbf {b} )=0}; cancelación por ortogonalidad.
4. Si {\displaystyle \mathbf {a} \times \mathbf {b} =\mathbf {0} } con {\displaystyle \mathbf {a} \neq \mathbf {0} } y {\displaystyle \mathbf {b} \neq \mathbf {0} }, {\displaystyle \Rightarrow \mathbf {a} \|\mathbf {b} }; la anulación del producto vectorial proporciona la condición de paralelismo entre dos direcciones.
5. {\displaystyle (\mathbf {a} +\mathbf {b} )\times \mathbf {c} =\mathbf {a} \times \mathbf {c} +\mathbf {b} \times \mathbf {c} }; distributividad por derecha e izquierda
6. {\displaystyle \mathbf {a} \times (\mathbf {b} \times \mathbf {c} )=\mathbf {b} (\mathbf {a} \cdot \mathbf {c} )-\mathbf {c} (\mathbf {a} \cdot \mathbf {b} )}; conocida como regla de la expulsión.
7. {\displaystyle \mathbf {a} \times (\mathbf {b} \times \mathbf {c} )+\mathbf {c} \times (\mathbf {a} \times \mathbf {b} )+\mathbf {b} \times (\mathbf {c} \times \mathbf {a} )=\mathbf {0} }; conocida como identidad de Jacobi.
8. {\displaystyle \left\|\mathbf {a} \times \mathbf {b} \right\|=\left\|\mathbf {a} \right\|\left\|\mathbf {b} \right\|\left|\operatorname {sen} \theta \right|}, en la expresión del término de la derecha, sería el módulo de los vectores {\displaystyle \mathbf {a} } y {\displaystyle \mathbf {b} },  siendo {\displaystyle \theta }, el ángulo menor entre los vectores {\displaystyle \mathbf {a} } y {\displaystyle \mathbf {b} }; esta expresión relaciona al producto vectorial con el área del paralelogramo que definen ambos vectores.
9. El módulo o norma del producto vectorial puede calcularse fácilmente sin hacer el producto vectorial: {\displaystyle \|\mathbf {a} \times \mathbf {b} \|=\left(\|\mathbf {a} \|^{2}\|\mathbf {b} \|^{2}-(\mathbf {a} \cdot \mathbf {b} )^{2}\right)^{1/2}}
10. El vector unitario {\displaystyle {\hat {\mathbf {n} }}={\frac {\mathbf {a} \times \mathbf {b} }{|\mathbf {a} \times \mathbf {b} |}}} es normal al plano que contiene a los vectores {\displaystyle \mathbf {a} } y {\displaystyle \mathbf {b} }.
11. {\displaystyle \mathbf {a} \times \mathbf {a} =\mathbf {0} };[5] el producto vectorial es nilpotente
12. {\displaystyle \lambda (\mathbf {a} \times \mathbf {b} )=(\lambda \mathbf {a} )\times \mathbf {b} =\mathbf {a} \times (\lambda \mathbf {b} )}; el producto vectorial es bihomogéneo

### Bases ortonormales y producto vectorial
Sea un sistema de referencia {\displaystyle S=\{O;\mathbf {i} ,\mathbf {j} ,\mathbf {k} \}} en el espacio vectorial {\displaystyle \mathbb {R} ^{3}}. Se dice que {\displaystyle S\,} es una base ortonormal derecha si cumple con las siguientes condiciones:
1. {\displaystyle \mathbf {i} \cdot \mathbf {j} =\mathbf {j} \cdot \mathbf {k} =\mathbf {k} \cdot \mathbf {i} =0}; es decir, los tres vectores son ortogonales entre sí.
2. {\displaystyle |\mathbf {i} |=|\mathbf {j} |=|\mathbf {k} |=1}; es decir, los vectores son vectores unitarios (y por lo tanto, dada la propiedad anterior, son ortonormales).
3. {\displaystyle \mathbf {i} \times \mathbf {j} =\mathbf {k} }, {\displaystyle \mathbf {j} \times \mathbf {k} =\mathbf {i} }, {\displaystyle \mathbf {k} \times \mathbf {i} =\mathbf {j} }; es decir, cumplen la regla de la mano derecha.
4. {\displaystyle \mathbf {j} \times \mathbf {i} =-\mathbf {k} }, {\displaystyle \mathbf {k} \times \mathbf {j} =-\mathbf {i} }, {\displaystyle \mathbf {i} \times \mathbf {k} =-\mathbf {j} }; cuando se cambia el orden, el resultado cambia de signo.

### Vectores axiales
Cuando consideramos dos magnitudes físicas vectoriales, su producto vectorial es otra magnitud física aparentemente vectorial que tiene un extraño comportamiento respecto a los cambios de sistema de referencia. Los vectores que presentan esas anomalías se llaman pseudovectores o vectores axiales. Esas anomalías se deben a que no todo ente formado de tres componentes es un vector físico.

### Dual de Hodge
En el formalismo de la geometría diferencial de las variedades riemannianas la noción de producto vectorial se puede reducir a una operación de dual de Hodge del producto de dos formas diferenciales naturalmente asociadas a dos vectores. Así el producto vectorial es simplemente:

{\displaystyle \mathbf {a} \times \mathbf {b} =*(\phi _{\mathbf {a} }\wedge \phi _{\mathbf {b} })}

Donde {\displaystyle \phi _{\mathbf {a} },\phi _{\mathbf {b} }} denotan las 1-formas naturalmente asociadas a los dos vectores, y {\displaystyle *\,} denota el operador estrella de Hodge.

### Volumen de un paralelogramo/Triple producto escalar

Paralelepípedo determinado por tres vectores

Sean {\displaystyle {\vec {u}}}, {\displaystyle {\vec {v}}} y {\displaystyle {\vec {w}}} tres vectores, que no se encuentran en el mismo plano y que forman tres lados de un paralelepípedo. Como sabemos, el volumen de cualquier objeto tridimensional se define por el área de la base y su altura. 
Como anteriormente vimos en este artículo, el área de un paralelogramo (la base del paralelepípedo) se define por el producto vectorial de dos vectores {\displaystyle \lVert {\vec {u}}\times {\vec {v}}\rVert } en donde {\displaystyle {\vec {u}}\times {\vec {v}}} es un vector perpendicular a este, 
por lo tanto, es necesario obtener la proyección de {\displaystyle {\vec {w}}} en la dirección {\displaystyle {\vec {u}}\times {\vec {v}}}; entonces, dado que la proyección de un vector está dada por {\displaystyle {\frac {{\vec {u}}\cdot {\vec {v}}}{\lVert {\vec {v}}\rVert }}} podemos decir que la altura está dada por:
{\displaystyle h=\left\vert {\frac {{\vec {w}}\cdot ({\vec {v}}\times {\vec {u}})}{\lVert {\vec {u}}\times {\vec {v}}\rVert }}\right\vert }
Entonces el volumen se define como:
{\displaystyle v=\lVert {\vec {u}}\times {\vec {v}}\rVert \left\vert {\frac {{\vec {w}}\cdot ({\vec {v}}\times {\vec {u}})}{\lVert {\vec {u}}\times {\vec {v}}\rVert }}\right\vert }{\displaystyle =|{\vec {w}}\cdot ({\vec {u}}\times {\vec {v}})|}
El volumen de un paralelepípedo está definido como un triple producto escalar. 

## Generalización a más dimensiones
Aunque el producto vectorial está definido solamente en tres dimensiones, este puede generalizarse a n dimensiones, con n ≠ 0, 1, y solo tendrá sentido si se usan n-1 vectores, dependiendo de la dimensión en la que se esté. Así, por ejemplo, en dos dimensiones el producto vectorial generalizado solo tiene sentido si se usa un vector, y el resultado es un vector ortogonal.
Desde un punto de vista tensorial el producto generalizado de n vectores vendrá dado por:

{\displaystyle V^{a}=\varepsilon ^{a_{1}\dots a_{n-1}}V_{1}^{a_{1}}\dots V_{n-1}^{a_{n-1}}.}

## Otros productos vectoriales
Dados dos vectores, se definen tres operaciones matemáticas de tipo producto entre ellos:
- Producto escalar (el resultado de la operación es un escalar)
- Producto vectorial (el resultado es un vector)
- Producto tensorial

El producto escalar de vectores permite determinar ángulos y distancias (véase operador norma) de una forma fácil y directa. El producto vectorial proporciona un modo para determinar ángulos y áreas de paralelogramos definidos por dos vectores de una forma tal que permitirá expresar volúmenes fácilmente mediante el llamado producto mixto de tres vectores.
En el espacio afín bidimensional, {\displaystyle \mathbb {R} ^{2}}, el producto vectorial es una operación externa, ya que da como resultado un vector que no pertenece al mismo espacio vectorial, esto es al plano definido por los dos vectores que se operan, por ser un vector perpendicular a dicho plano. En el espacio afín tridimensional, {\displaystyle \mathbb {R} ^{3}}, el producto vectorial es una operación interna.